# Leipapjauratj
Leipapjauratj är en sjö i Jokkmokks kommun i Lappland och ingår i Luleälvens huvudavrinningsområde. Sjön har en area på 0,0834 kvadratkilometer och ligger 420,2 meter över havet. Leipapjauratj ligger i Jelka-Rimakåbbå Natura 2000-område. Sjön avvattnas av vattendraget Leipapbäcken.

## Delavrinningsområde
Leipapjauratj ingår i det delavrinningsområde (741335-167899) som SMHI kallar för Mynnar i Anabäcken. Medelhöjden är 386 meter över havet och ytan är 51,96 kvadratkilometer. Det finns inga avrinningsområden uppströms utan avrinningsområdet är högsta punkten. Leipapbäcken som avvattnar avrinningsområdet har biflödesordning 3, vilket innebär att vattnet flödar genom totalt 3 vattendrag innan det når havet efter 189 kilometer. Avrinningsområdet består mestadels av skog (63 procent) och sankmarker (36 procent). Avrinningsområdet har 0,08 kvadratkilometer vattenytor vilket ger det en sjöprocent på 0,2 procent.